# Raymond Tunia
Raymond „Ray“ Tunia (* 10. Mai 1916; † 16. August 1983) war ein US-amerikanischer Rhythm-and-Blues- und Jazzmusiker (Piano, Arrangement).

## Leben und Wirken
Tunia, der aus Atlantic City stammte, spielte ab den frühen 1940er-Jahren in den Bands von Doc Wheeler, Chris Columbus, Lucky Millinder, mit The Delta Rhythm Boys und 1944 bei Tab Smith, ferner auch als Arrangeur mit den Ink Spots, und für Cootie Williams. In der Nachkriegszeit arbeitete er als Pianist mit Pearl Bailey  („Ain’t She Sweet“), Sister Rosetta Tharpe, Big John Greer, Julian Dash und 1950 erneut bei Millinder. 1953 begleitete er Ella Fitzgerald bei einer Jazz at the Philharmonic Tournee und fungierte auch als ihr musikalischer Leiter; des Weiteren begleitete er die Sängerin 1961 mit Wilfred Middlebrooks, Gus Johnson, Ray Brown und Buddy Rich bei ihrem Auftritt in Amsterdam. 1957/58 spielte Tunia bei Cab Calloway/Eddie Barefield sowie als Begleiter der Sängerin Mae Barnes.  Im Bereich des Jazz war er zwischen 1941 und 1976 an 33 Aufnahmesessions beteiligt, zuletzt Mitte der 1970er-Jahre mit Eddie Durham und Vic Dickenson (Plays Bessie Smith).